# Anastasiya Petryshak
Anastasiya Petryshak (Tiếng Ukraine: Анастасія Петришак, còn được gọi là "Anastasija Petryšak"; sinh ngày 12 tháng 4 năm 1994) là một nữ nghệ sĩ vĩ cầm người Ucraina.

## Tiểu sử

### Sự giáo dục âm nhạc
Anastasiya được làm quen với âm nhạc ngay từ khi còn nhỏ. Cô học piano lúc mới 5 tuổi, nhưng trong những năm tiếp theo, cô chuyển sang học violin. Ngay từ những năm đầu, cô đã bắt đầu biểu diễn với tư cách là một nghệ sĩ độc tấu, tham gia biểu diễn và giành được nhiều giải trong những cuộc thi trong nước và quốc tế. Với tài năng và sự quyết tâm đáng khâm phục của mình khi được thể hiện ở Ukraine, cô quyết định chuyển đến Ý để tiếp tục việc học violin khi cô 10 tuổi. Ở tuổi 15, cô được nhận vào Học viện Quốc tế Walter Stauffer của Cremona, Chuyên ngành Cao học về Violin, và sau đó là Accademia Musicale Chigiana ở Siena, nơi cô được đào tạo bởi giáo viên Salvatore Accardo.
Ở tuổi 17, cô tốt nghiệp Nhạc viện Arrigo Boito ở Parma với số điểm cao nhất, và giành được nhiều danh hiệu cao quý. Sau đó cô nhận được bằng tốt nghiệp chuyên ngành violin từ Học viện Piano Quốc tế "Incontri col Maestro" ở Imola. Vào đầu năm 2015, cô kết thúc chương trình hai năm về chuyên ngành nâng cao với điểm số cao nhất, danh hiệu cao nhất và được vinh danh tại Học viện âm nhạc Claudio Monteverdi của Cremona cùng với Laura Gorna, vì vậy cô đã hoàn thành việc học và nghiên cứu ở Ý. Cô cũng học với Zakhar Bron, Boris Belkin, Shlomo Mintz, Pierre Amoyal và những người khác. Kể từ năm 2017, cô tiếp tục cải thiện hơn nữa kỹ thuật violin của mình với Giáo sư Rudolf Koelman, tại Zürcher Hochschule der Künste.

### Sự nghiệp
Cô bắt đầu sự nghiệp độc tấu ở Ukraine bằng cách biểu diễn trong nhiều buổi hòa nhạc lớn với dàn nhạc của các nhà soạn nhạc như Bach, Vivaldi và Accolay. Ngay trong những năm đầu, cô đã được đánh giá cao như một người chiến thắng tuyệt đối trong nhiều cuộc thi. Annastasiya xuất hiện lần đầu với tư cách nghệ sĩ độc tấu ở Ý năm 15 tuổi khi biểu diễn Bản concerto cho violin số 1 của Paganini với Dàn nhạc giao hưởng "Arturo Toscanini" của Parma. Anastasiya cũng đã biểu diễn Bản hòa tấu vĩ cầm của Tchaikovsky cung Rê trưởng trong những tháng sau đó tại Thính phòng Paganini, bắt đầu đưa sự nghiệp solo của cô đến ở nhiều nhà hát lớn. Năm 2012, cô đã giành chiến thắng trong cuộc thi "Sinh viên tốt nghiệp xuất sắc nhất từ các Nhạc viện và Học viện Nhạc kịch của Ý, 2011" và năm 2014, cô nằm trong số những sinh viên xuất sắc nhất của Viện Giáo dục âm nhạc cao cấp nước Ý.
Cô biểu diễn và hợp tác với các nhạc sĩ quốc tế như Sofia Gubaidulina, Salvatore Accardo, Rocco Filippini, Gianluigi Gelmetti, Federico Longo và nhiều người khác. Từ năm 15 tuổi, cô đã làm việc với Andrea Bocelli, người đã mời cô làm nghệ sĩ độc tấu cho nhiều buổi hòa nhạc ở Ý và nước ngoài.
Đặc biệt quan tâm với các vấn đề xã hội, cô thể hiện âm nhạc của mình để dành tiền từ thiện trợ cấp cho các sự kiện như hậu quả trận động đất ở Haiti hoặc để giúp xây dựng đơn vị ICU trong việc phẫu thuật tim tại Bệnh viện Bambino Gesù. Năm 2015, cô được chọn làm một phần của dự án do giáo hoàng Phanxicô và Hội đồng Giáo hoàng Gia đình thiết kế và thành lập, mang tên "Bí ẩn vĩ đại". Mỗi năm, cô đều dành thời gian cho các ý tưởng dự án để kỷ niệm Ngày tưởng niệm Holocaust quốc tế, chẳng hạn như chương trình "Câu hỏi của Mozart"  hoặc bằng cách biểu diễn trong các buổi hòa nhạc với "Tiếng vĩ cầm của hy vọng".
Năm 2016, Annastasiya vinh dụ có cơ hội được chơi cây vĩ cầm của Paganini mang tên "Il Cannone" (Guarneri del Gesu, chế tác khoảng năm 1743) trong dàn nhạc Teatro Carlo Felice ở Genova để kỷ niệm 234 năm ngày sinh của ông. Cô chơi bản concerto cho violin số 1 của Paganini.
Năm 2018, cô phát hành CD đầu tiên của mình với hãng địa Sony Classical. Bản thu có tên "Amato Bene".

### Nhạc cụ
Cô cộng tác với "Tổ chức Stradivari" và "Museum of the Violin" của Cremona, và thường xuyên biểu diễn với tất cả các nhạc cụ trong bộ sưu tập do Stradivari, Antonio Amati, Guarneri del Gesù và những người khác thực hiện. Anastasiya cũng làm việc với phòng thí nghiệm âm nhạc tại Đại học Bách khoa Milan và phòng thí nghiệm chẩn đoán không can thiệp của Đại học Pavia, trong đó cô nghiên cứu khía cạnh âm thanh của nhạc cụ và bản chất vật lý của những cây đàn vĩ cầm cổ xưa từ việc chế tạo đàn vĩ cầm ở Cremonese, cũng như các nhạc cụ hiện đại đã đoạt giải trong Cuộc thi Chế tạo Violin Quốc tế Triennial. Những sự hợp tác này cho phép khi còn trẻ cô có thể chuyên sử dụng các nhạc cụ Cremonese cổ của Stradivari, Amati, Guarneri del Gesu cũng như các nhạc cụ hiện đại. Annastaiya biểu diễn với khoảng 60 chiếc đàn trong số đó, nghiên cứu sâu hơn hiệu suất âm thanh và xác định đặc thù và âm sắc sắc thái của mỗi cây vĩ cầm.
Hiện tại Anastasiya Petryshak chơi cây vĩ cầm hiện đại được nhà sản xuất vĩ cầm Roberto Regazzi của Bologna làm riêng cho cô.

## Đời tư
Anastasiya Petryshak đã kết hôn và có một con trai sinh tháng 7 năm 2021 tên là Andre.